# Роджер Ланселін Ґрін
Роджер Гілберт Ланселін Ґрін (2 листопада 1918, Норвіч - 8 жовтня 1987, Поултон-Голл) — британський письменник.

## Біографія
Вперше землеволодіння родини Ланселін Ґрін згадується у шлюбному записі, коли Рендл Ґрін і Елизабет, дочка Вільяма Ланселіна, одружилися під час правління Єлизавети I.
Роджер був сином майора Королівської артилерії Гілберта Артура Ланселіна Ґріна (1887—1947) та Хелени Мері Філліс, доньки підполковника Чарльза Вільяма Генрі Сілі з Гамблдон-Хаусу, Гемпшир. Навчався в Мертон-коледжі, Оксфорд, де отримав ступінь бакалавра літератури, а одним з його викладачів був відомий письменник К. С. Льюїс. Студентом грав ролі у п'єсах Шекспіра Оксфордського університетського драматичного товариства, поставлених Невілом Коґіллом.
З 1945 по 1950 рік працював помічником бібліотекаря в Мертон-коледжі, з 1950 по 1952 рік був науковим співробітником в Ліверпульському університеті, стипендіатом Вільяма Нобла з англійської літератури. З 1968 по 1969 рік був викладачем и стипендіатом Ендрю Ленга в Сент-Ендрюському університеті.
Попри вікову різницю у 20 років, Ланселін Грін підтримував дружні стосунки з письменником Льюїсом до його смерті в 1963 році, він відпочивав разом з Льюїсом і його дружиною Джой Ґрешем у Греції незадовго до її смерті від раку в 1960 році. Коли Льюїс почав писати свій цикл книи про Нарнію наприкінці 1940-х років, Ланселін Ґрін запропонував назвати їх «Хроніки Нарнії». Разом із К. С. Льюїсом і Дж. Р. Р. Толкієном, зокрема, він був членом дискусійної групи Inklings Oxford.
Ланселін Ґрін жив у графстві Чешир в Поултон-Холлі, особняку, яким його предки володіли понад 900 років. Він був володарем маєтків Поултон-Ланселін і Нижній Бебінгтон.
У колишньному СРСР відомий його роман «Король Артур і лицарі Круглого столу», перекладений російською мовою і досить близький до оригінальних легенд. Українською мовою не перекладався.
Одним з його синів був письменник Річард Гордон Ланселін Ґрін, який вивчав творчість Артура Конан Дойла, а згодом сам став писати пародії на оповідання про Шерлока Голмса.

## Твори
- The Singing Rose and Other Poems (Edmund Ward 1947)
- «From the World's End» (1948)
- The Luck of the Lynns (1952)
- King Arthur and His Knights of the Round Table (1954)
- The Adventures of Robin Hood (1956)
- The Book of Nonsense (1956)
- Two Satyr Plays: Euripides' Cyclops and Sophocles' Ichneutai (1957)
- The Land of the Lord High Tiger (1958)
- Tales of the Greek Heroes: Retold From the Ancient Authors (1958)
- The Tale of Troy: Retold from the Ancient Authors (1958)
- Mystery at Mycenae: An Adventure Story of Ancient Greece (1959)
- Myths of the Norsemen: Retold from the Old Norse Poems and Tales (1960)
- A Century of Humorous Verse 1850—1950 (J. M. Dent & Sons 1959)
- The Luck of Troy (1961)
- Once Long Ago: Folk and Fairy Tales of the World (1962, illustrations by Vojtěch Kubašta)
- Authors & Places: A Literary Pilgrimage (1963)
- Tellers of Tales: British Authors of Children's Books from 1800 to 1964 (1965)
- Tales the Muses Told: Ancient Greek Myths (1965)
- Tales from Shakespeare (Atheneum 1965)
- Tales of Ancient Egypt (1967)
- Ancient Greece (John Day Co. 1969)
- A Cavalcade of Dragons (H. Z. Walck 1970)
- A Cavalcade of Magicians (H. Z. Walck 1973)
- Strange Adventures in Time (1974, editor, drawings by George Worsley Adamson, J. M. Dent & Sons Ltd, London; E. P. Dutton & Co., Inc., New York)
- The Tale of Thebes (Cambridge University Press 1977)
- The Beaver Book of Other Worlds  (1978)